# Compagnie Valmy
Ne doit pas être confondu avec Détachement Valmy ou Détachement Valmy (réseau de résistance dans l'Oise).
La compagnie Valmy est un groupe de résistance armée à l'occupation allemande de la France pendant la Seconde Guerre mondiale, actif dans les départements du Doubs et de la Haute-Saône durant les années 1941-1943. Ce groupe de Francs-tireurs et partisans s'est constitué à l'initiative du Parisien Pierre Georges et du Clervalois Pierre Villeminot.

## Constitution d'un stock d'armes et munitions
Pierre Villeminot est né le 14 avril 1913 à Clerval. Son père est revenu gravement malade de la Grande guerre, décédant en 1917. Après son service militaire au 35e régiment d'infanterie de Belfort, il a été dessinateur aux usines Talbot de Suresnes puis employé à la mairie de Besançon. Mobilisé en 1939, Il est engagé dans les opérations, le 2 septembre 1939 en Alsace. Après l’effondrement du front français, il gagne la Suisse en juin 1940, où il est interné, et rejoint la France (zone libre) en janvier de l’année suivante. En mai 1941, il peut retrouver son village natal de Clerval situé en zone occupée. Il a la volonté d'opposer à l'occupation allemande et va, avec l'aide de quelques amis de son club de football et d'Yvonne sa fiancée, récupérer les armes jetées dans le Doubs par les soldats français lors de la débâcle de juin 1940 qui a suivi la bataille de France. Elle seront stockées dans une grotte près de Clerval.

## Mise en place de la compagnie
Pierre Georges est un militant communiste devenu, à la fin juillet 1941, commissaire militaire de l'Organisation spéciale (OS) du PC. Il est l'adjoint du commissaire politique Albert Ouzoulias, alias colonel André. Il tue, le 21 aout 1941, un aspirant allemand au métro Barbès à Paris. En mars 1942, après l'élimination quasi complète des premiers combattants, pris par la police française et fusillés par les Allemands, l'Organisation spéciale devient les Francs-tireurs et partisans (FTP). Le 8 mars 1942, Pierre Georges, dit alors capitaine Henri, rejoint le pays de Montbéliard. Il a reçu du comité national des FTP la mission de développer des groupes d’action dans le Doubs. À partir du 15 mars, assisté de René Gabus de Badevel, un ami d'enfance, il constitue un premier groupe d’actions dans le Pays de Montbéliard. Fin mars, il organise les premières opérations armées mais l'un des résistants, Charles Joly, sous le coup d’un mandat d’arrêt, doit passer dans la clandestinité. Pierre Georges donne l’ordre de dispersion dans les bois par groupes de deux ou trois. Ce groupe constitue les prémices de la future compagnie.
C'est le 15 avril que Pierre Georges rencontre, à Clerval,  Pierre Villeminot, le lieutenant Noël. De cette rencontre nait la Compagnie FTP Valmy dont le groupe de Clerval (Pierre Villeminot, André Cuby, Francis Duffing, André Fioux, Yvonne Felez...) constitue l'ossature des « légaux » : ceux qui poursuivent leur activité civile tout en nourrissant, renseignant voire hébergeant temporairement les maquisards de la Compagnie. Ceux-ci , les « volants » restent la plupart du temps hors des agglomérations ; ils ont comme point de regroupement et de stockage la ferme de la Grange Certier (commune de Fontaine-lès-Clerval), à l'écart de Clerval. Rejoints par des hommes de Viéthorey, Abbenans, Rigny, Vy-les-Lure... Ils sont rapidement 25, dont 4 prisonniers russes évadés et Armand Mercklen d'Exincourt qui a révisé les armes récupérées et qui hébergera, de temps à autre, Pierre Georges et sa femme Andrée qui l'a rejoint avec leur fille de 2 ans.

## Passage à l'action
La première action, le 24 avril 1942, consiste à détourner des cartes de ravitaillement et tampons à la maire d'Arbouans, puis suivront des destructions d'ouvrages stratégiques : pylônes de lignes à haute tension, écluses, voies ferrées, centrale électrique, transformateur... Ils vont également s'attaquer plus directement aux Allemands avec explosions de bombes à l'hôtel de Paris et à la Fontbuchhandel (de) de Besançon. Le 7 octobre, à Mamirolle, ils attaquent, à la grenade et au fusil, un véhicule se rendant au camp du Valdahon, tuant un capitaine et blessant un colonel et le chauffeur. Au total, une vingtaine d'actions sont à mettre à leur actif jusqu'au 21 octobre 1942.

## Arrestations
Les enquêtes de la gendarmerie locale et de la brigade de sureté de Dijon (commissaire Jacques Marsac) ont conduit aux arrestations de André Cuby et André Fioux, le 15 octobre, de Francis Duffing le 17 et de Villeminot le 18. Le 25 octobre, Pierre Georges et 4 autres maquisards sont dénoncés alors qu'ils se trouvent à Canton-Berçot, au nord du hameau du Creux d'Alouette, près de leur ferme-refuge. Cinq gendarmes de Clerval interviennent ; Georges Ruel est touché par deux balles comme Ferdinand Kachler ; Alexis Metrinko (l'un des 4 russes recrutés, est atteint au pied, et Georges à la tête. Édouard Griesbaum (le lieutenant Nicole), ceinturé se défend et reçoit une balle dans le ventre. Il réussit toutefois à fuir, mais les intestins perforés et un rein touché, il mourra deux jours plus tard à quelques distances de là. Alexis Metrinko  s'est enfui, mais est repris dans la soirée. Georges a réussi à s'échapper ; il parvient à gagner Villers-Saint-Martin où le fromager Émile Marguet, le soigne et le cache dans sa porcherie, puis un ingénieur de la compagnie électrique de Baume-les-Dames le transporte à Seloncourt chez Georges Stein où il récupère, durant plusieurs semaines, de sa grave blessure. Andrée, sa femme qui se trouvait  à Rigny (Haute-Saône) chez Georges Clerc avec sa fille, le rejoint. Le docteur Pétrequin vient le soigner. Le couple est ensuite hébergé chez la famille d'Armand Merklen à Exincourt. Georges sent le danger lorsqu'une femme se présente à la porte des Merklen. Il part le lendemain, conseillant à ses hôtes d’en faire autant. Le surlendemain, celui-ci, sa femme, son fils, et un voisin (Pierre Ronzani) seront arrêtés. Ils mourront tous les 4 en déportation. Les 3 frères Clerc (Camille Louis et Élie) seront également arrêtés fin octobre. On apprendra que, lors de son arrestation, Metrinko (sous la contrainte) a fourni les noms de membres et assistants du groupe. Yvonne incarcérée le 2 novembre, sera libérée au bout de quelques semaines.
Questionné, par Marsac, au commissariat de la Madeleine (Besançon), et sous la menace d'exécution d'otages de Clerval s'il ne parlait pas, Pierre Villeminot finit par indiquer où était caché le stock d'armes.

## Seconde compagnie Valmy
À partir de juin 1943, Pierre Georges, nommé commissaire militaire régional des Francs-tireurs et partisans (avec le nom de guerre commandant Camille), assisté d'Albert Poirier, commissaire technique (capitaine Jean), revient en Franche-Comté pour créer le 1er bataillon FTP franc-comtois en Haute-Saône. Celui-ci est composé de 3 compagnies : "France" dans le secteur Gray-Champlitte, "la Marseillaise" couvrant Jussey, Port-sur-Saône et Vesoul  et "Valmy" pour le secteur Lure, Luxeuil. S' ajoute une compagnie de volants composée de 5 résistants recherchés dans d'autres départements et 4 agents de liaisons féminines. Le bataillon est constitué de 200 combattants qui connaitront des fortunes diverses : côté "Marseillaise", le détachement "Hoche" paiera un lourd tribut avec 22 arrêtés sur 53 hommes (10 fusillés et 7 morts en déportation. Les volants seront tous arrêtés sur dénonciation de leur chef Gaston Renaudin, alias Totor.
Quant à la compagnie Valmy, forte de 24 hommes, agissant à partir de fin septembre, elle a 17 actions à son actif avant sa dissolution. Ses membres sont victimes, en décembre, de la trahison de leur chef, Georges Putot, alias commandant Georges : le 17 décembre 1943, Putot, devenu commissaire à la place d'Albert Poirier, est arrêté par des feldgendarmes à Magny-Vernois alors qu'il se rend à une réunion du comité militaire régional. Après sa (fausse) capture, Poutot se met au service de la police allemande, entraînant les arrestations de 20 des 24 membres de la compagnie,.

## Bilan des morts et déportés
La compagnie de Clerval a déploré (avec les victimes collatérales et hors famille de Pierre Georges) : 1 fusillé et 19 déportés dont 9 ne reviendront pas.
Le bataillon de Haute-Saône (dont la deuxième compagnie Valmy) déplorera 41 arrestations parmi lesquelles : 17 hommes seront fusillés ou exécutés,et 24 seront déportés dont 13 ne reviendront pas. La part de la compagnie Valmy serait de 8 fusillés et 4 morts en déportation.

## Destinée des chefs et lieutenants de la compagnie
Condamné à la réclusion à perpétuité, Pierre Villeminot est détenu à la prison de la Butte de Besançon puis, du 28 février au 13 juillet 1943 au fort de Romainville où il retrouve Pierre Georges. Il est ensuite transféré au camp de concentration de Natzweiler-Struthof (Alsace), puis en septembre 1944 à Dachau et à Gröditz, satellite du camp de concentration de Flossenbürg en Saxe. Il a été exécuté peu de temps avant la fin de la guerre, le 17 avril 1945, lors d'un massacre commis contre 185 détenus du camp dans une carrière proche de Köselitz, alors que les forces américaines ne se trouvaient qu'à quelques kilomètres du camp.
La fin tragique d'Édouard Griesbaum a été relatée plus haut.
Pierre Georges est arrêté le 30 novembre 1942 à Paris. Il s'évade du fort de Romainville le 1er juin 1943 avec Albert Poirier, un autre militant communiste. Il retourne dans l’Est où il devient l'un des 3 dirigeants de l’inter région 21 des FTP, ; il participe à l'organisation de maquis dans les Vosges, dans la Haute-Saône (1er bataillon FTP de Franche-Comté) et dans le Centre-Nord. Il est notamment hébergé par l’abbé Bouveresse, curé de Montureux-lès-Baulay en Haute-Saône). Il participe, en 1944, à la libération du Pays. Dans la nuit du 27 au 28 décembre 1944, dans son PC à Habsheim, alors qu'il manipule une mine qu'il croit désamorcée, celle-ci explose, le déchiquetant et tuant son adjoint Marcel Pimpaud et 4 officiers de son état-major, dont Gilberte Lavaire, l'un des ses agents de liaison des FTP en Haute-Saône.

### Sort des collaborateurs et délateurs
Georges Puto, réfugié en Italie, est arrêté en 1946, jugé et condamné à mort à Dijon en juillet 1947 et exécuté en mars 1948.
Le commissaire Marsac, qui a conduit les arrestations des Clervalois, sorti de sa prison par la foule dijonnaise, est lynché le 1 février 1945.
Gaston Renaudin est abattu par des résistants bourguignons le 23 juillet 1944.
Après guerre l'agriculteur, qui a indiqué l'emplacement où se trouvaient les volants à Canton-Berçot, et le chef de brigade de gendarmerie qui les a arrêtés, seront jugés et condamnés.

## Parcours de quelques membres des Compagnies Valmy
- Denise Guillemin, épouse Ducret : elle ést agent de liaison de la première compagnie ; arrêtée enceinte, début juin 1942, elle est relachée le temps de sa fin de grossesse puis emprisonnée le 15 juillet, avec sa fille de 20 jours. Elle est condamnée à la déportation ; elle retrouvera son mari et sa fille arès sa libération, le 5 avril 1945, et écrira le livre de témoignages "Matricule19374".
- Odile Selb-Bogé, de Port-sur-Saône, agent de liaison de la seconde compagnie ; arrêtée et déportée, elle reviendra de Ravensbruck, mais son frère Jean sera fusillé. Elle témoignera tout le reste de sa vie, décédant à 102 ans[8]. Elle a légué une partie de ses archives et apporté un soutien financier au musée de la Résistance de Besançon. Une rame du tramway bisontin portera son nom en 2025.
- André Montavon, citoyen suisse. Membre de la compagnie Valmy de Clerval, puis chef du groupe Alsace, il est arrêté le 10 juin 1943, simultanément à Paul Paqueriaud, responsable départemental du Front national. Ils seront jugés avec des membres des groupes Guy Mocquet et Marius Vallet. Sa peine de mort sera commuée en déportation du fait de sa nationalité. Il survivra et finira sa vie à Besançon après des séjours au Venezuela et à Porrentruy[9].
- Pierre Durand : garde du corps, puis adjoint de Pierre Georges comme commissaire aux effectifs de l'interrégion 21, il le remplaceà on départ de Haute-Saône fin 1943. Il est arrêté à Besançon le 10 janvier 1944 et déporté à Buchenwald. Le 19 avril 1945, il prononce, pour les francophones, le « Serment de Buchenwald »[10] devant les 21 000 déportés survivants. En 1982, il succède à Marcel Paul à la présidence du Comité international Buchenwald-Dora et Kommandos. Il a été historien et journaliste.

## Lieux de mémoire
- Musée de la mémoire et de la Paix de Clerval[11]

- Stèle érigée en 2022 à Canton-Berçot (commune de Fontaine-lès-Clerval) en souvenir de l'embuscade dont ont été victimes, le 25 octobre 1942, 5 hommes de la compagnie dont Pierre Georges[12].
- Stèle des 39 résistants fusillés[13] (dont ceux de la compagnie Valmy) en 1944 à Frotey-lès-Vesoul[14].
- Maison natale de Pierre Villeminot à Clerval (plaque apposée en 1965).

## Galerie

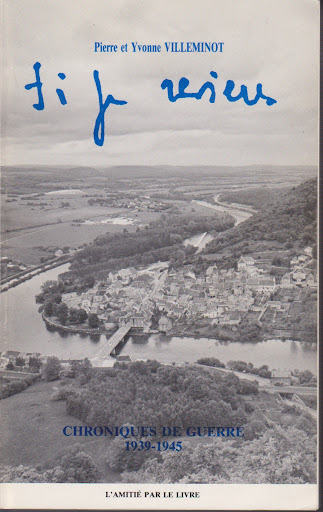
Livre Si je reviens d'Yvonne Villeminot.
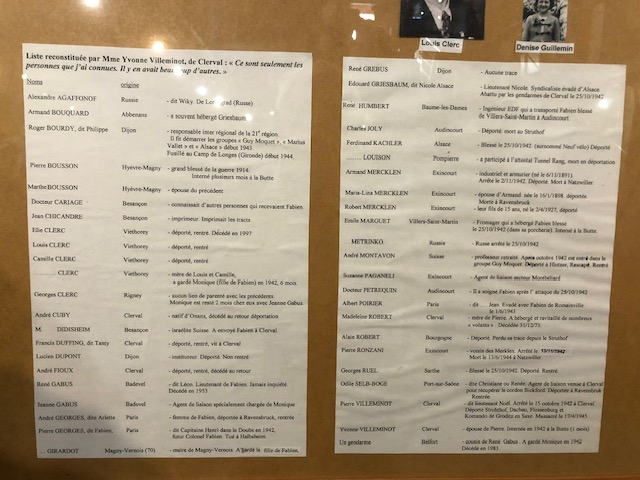
Liste de membres et soutiens de la compagnie de Clerval établie par Yvonne Villeminot.
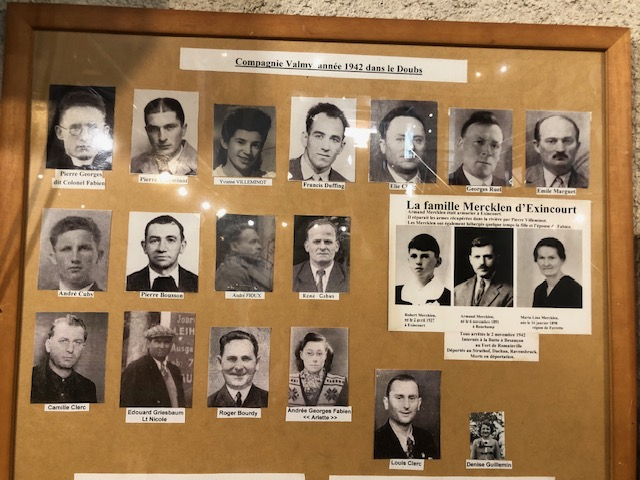
Photographies de membres de la compagnie  de Clerval et de victimes collatérales.
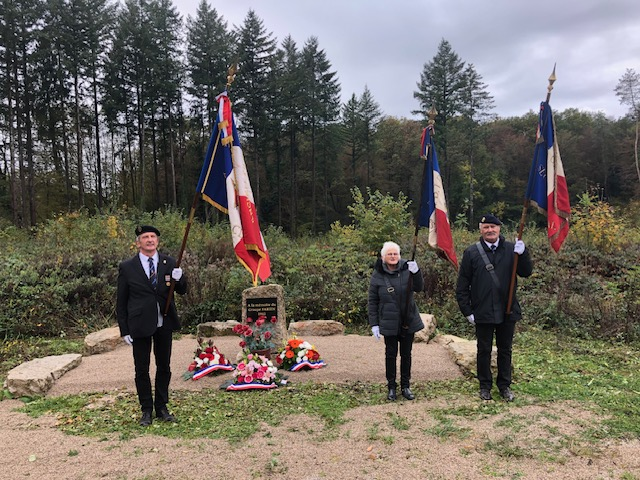
Cérémonie du souvenir à la clairière de Canton-Berçot.

## Sources
- CD Rom La résistance dans le Doubs 2008, Association Mémoire de la Résistance dans le Doubs. Produit vendu par : Fondation de la Résistance
- Musée de la Résistance en ligne ; Fondation de  la Résistance[14]
- Musée de la mémoire et de la paix à Clerval[15]
- Dictionnaire biographique Maitron des mouvements ouvrier et social[16]
- Si je reviens ; chronique de guerre 1939-1945 ; Pierre et Yvonne Villeminot , L'Amitié par le livre, 1985
- Le désarroi, la souffrance, l'espoir, par les combattants de la résistance de Haute-Saône ; Jean Reuchet, Démons et Merveilles,1996
- Résistance en Haute-Saône ; général Pierre Bertin, réédition numérique Dominique Guéniot, 2021
- Matricule 19374 ; Denise Guillemin Ducret (Ex-Soldat de la Résistance Intérieure Française), Montbéliard, Imprimerie Metthez Frères, 1986, 2e éd, 191 p., 20x14